# Vitale Michiel al II-lea
Vitale Michiel al II-lea (n. secolul al XII-lea – d. 28 mai 1172, Veneția, Republica Veneția) a fost doge al Veneției între anii 1156 și 1172, provenind din familia Michiel.
În timpul dogatului său, Veneția a aderat la Liga lombardă (constituită la 1167, susținută financiar de papa Alexandru al III-lea și de regele Siciliei), alăturându-se orașelor Padova, Milano, Mantova, Piacenza, Verona, Vicenza, Bergamo, Cremona, Treviso, Ferrara, Brescia, Lodi, Parma, Modena și Bologna, în lupta împotriva împăratului Frederic I Barbarossa.
Ca răspuns la la arestarea negustorilor venețieni de pe cuprinsul Imperiului bizantin din ordinul împăratului Manuel I Comnen, flota venețiană, sub conducerea dogelui însuși, a prădat coasta dalmată, a debarcat în insula Negroponte și a ocupat insula Chios, prădând stabilimentele bizantine din Marea Egee; ca urmare a decimării trupelor venețiene de ciumă, campania antibizantină s-a încheiat cu o catastrofă, fapt ce a grăbit căderea dogelui, care a murit asasinat.